# Astrometría

Movimiento del baricentro del sistema solar respecto al Sol.

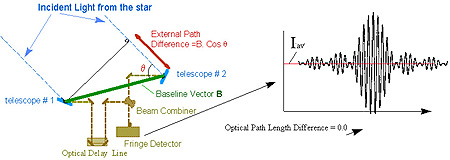
Ilustración del uso de la interferometría en la longitud de onda de la luz visible para determinar la posición precisa de las estrellas. Cortesía NASA/JPL-Caltech

Diagrama mostrando cómo un pequeño objeto (por ejemplo, un planeta extrasolar) orbita alrededor de un gran objeto (por ejemplo, una estrella) puede producir cambios en la posición y la velocidad del último, orbitando ambos alrededor de su centro de masas común (marca de color rojo).

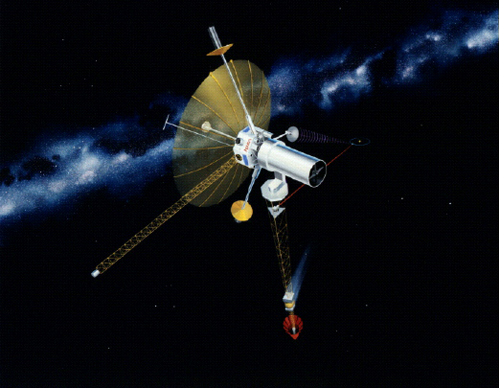
Representación artística de la nave espacial TAU, un proyecto de la década de 1980 que había utilizado una sonda precursora interestelar para expandir la línea base para calcular la paralaje estelar en trabajos de astrometría.

La astrometría o astronomía de posición es la parte de la astronomía que se encarga de medir y estudiar la posición, paralajes y el movimiento propio de los astros. Es una disciplina muy antigua, tanto como la astronomía. 
A pesar de que casi son sinónimos, normalmente se considera la astrometría como la parte experimental o técnica que permite medir la posición de los astros y los instrumentos que la hacen posible, mientras que la astronomía de posición usa la posición de los astros para elaborar un modelo de su movimiento o definir los conceptos que se usan. Sería pues la parte teórica. Se han englobado las dos partes en la misma categoría. Esta parte de la astronomía no está obsoleta, porque la teoría forma parte de los rudimentos de la ciencia, mientras que la práctica intenta medir cada vez con mayor precisión la posición de los astros usando medios modernos como el satélite Hipparcos o los sistemas de interferometría.
Puede dividirse en dos partes: 
- La astrometría global que se ocupa de la catalogación de posiciones sobre grandes partes del cielo dando lugar a catálogos estelares y a un sistema de referencia de estrellas brillantes, donde las menos brillantes pueden situarse por interpolación. Los instrumentos típicos son el telescopio meridiano y el astrolabio. En la actualidad el uso de interferómetros ópticos mejora la precisión.

- La astrometría de campo pequeño, en la que las posiciones relativas eran medidas en el campo observable por medio de placas fotográficas y actualmente en imágenes digitales, manteniéndose la denominación de resolución de placa. La astrometría de campo pequeño usa como marco de referencia los catálogos generados por la astrometría global para calcular los coeficientes de transformación necesarios que permiten el cambio entre coordenadas de imagen (píxeles XY) y coordenadas reales (ecuatoriales). Gracias a las funciones de transformación generadas se pueden identificar objetos y calcular sus posiciones dentro de las imágenes de pequeño campo.

Las observaciones hechas a través de la atmósfera tienen el problema de la inestabilidad de la luz recibida. Para evitarla, se inventó la óptica adaptativa, que permite evitar gran parte de la imprecisión que aporta la refracción atmosférica. Para subsanar este problema, se lanzó en 1989 el satélite Hipparcos, que elaboró un catálogo estelar con una precisión desconocida hasta entonces. 

## Breve evolución histórica de los instrumentos
La historia de la astrometría está vinculada a la historia de los catálogos de estrellas, que daban a los astrónomos puntos de referencia de los objetos en el cielo para poder seguir sus movimientos. Esto puede remontarse a Hiparco de Nicea, que alrededor del año 190 a. C. utilizó el catálogo de sus predecesores Timocares de Alejandría y Aristilo para descubrir la precesión de la Tierra. Al hacerlo, también desarrolló la escala de brillo todavía en uso hoy en día. Hiparco compiló un catálogo con al menos 850 estrellas y sus posiciones. Su sucesor, Claudio Ptolomeo, incluyó un catálogo de 1.022 estrellas en su obra Almagesto, dando su ubicación, coordenadas y brillo.
En el siglo X, Abd Al-Rahman Al Sufi realizó observaciones sobre las estrellas y describió sus posiciones, magnitudes y clasificación estelar, y dio dibujos para cada constelación, en su Libro de las estrellas fijas. Ibn Yunus observó más de 10 000 entradas para la posición del Sol durante muchos años utilizando un gran astrolabio, con un diámetro de casi 1,4 metros. Sus observaciones sobre eclipses todavía se usaban siglos después en las investigaciones de Simon Newcomb sobre el movimiento de la Luna, mientras que sus otras observaciones inspiraron la "Oblidad de la Eclíptica" de Pierre-Simon Laplace y las "Desigualdades de Júpiter y Saturno". En el siglo XV, el astrónomo Ulugh Beg compiló las Tablas sultanianas, en las que catalogó 1019 estrellas. Al igual que los catálogos anteriores de Hiparco y Ptolomeo, se estima que el catálogo de Ulugh Beg tenía una precisión de unos 20 minutos de arco.
En el siglo XVI, Tycho Brahe utilizó instrumentos mejorados, incluidos grandes instrumentos murales, para medir las posiciones de las estrellas con mayor exactitud que anteriormente, con una precisión de 15-35 segundos de arco. Taqi al-Din midió la ascensión recta de las estrellas desde su observatorio de Estambul, utilizando el "reloj de observación" que había inventado. Cuando los telescopios se hicieron comunes, los círculos graduados facilitaron las mediciones
James Bradley intentó por primera vez medir paralajes estelares en 1729. El movimiento estelar resultó demasiado insignificante para su telescopio, pero en su lugar descubrió el fenómeno de la aberración de la luz y la nutación del eje de la Tierra. Su catálogo de 3222 estrellas fue refinado en 1807 por Friedrich Bessel, el padre de la astrometría moderna. Bessel fue quien realizó la primera medición del paralaje estelar: 0.3 segundos de arco para la estrella binaria 61 Cygni.
Al ser muy difícil de medir, solo se habían obtenido alrededor de 60 paralajes estelares a fines del siglo XIX, principalmente mediante el uso del micrómetro filar. Los astrógrafos que usan placas fotográficas aceleraron el proceso a principios del siglo XX. Las máquinas automáticas de medición de placas y la tecnología informática más sofisticada de la década de 1960 permitieron una compilación más eficiente de los catálogo de estrellas. En la década de 1980, los sensores digitales (CCD) reemplazaron a las placas fotográficas y redujeron las incertidumbres ópticas a un mili segundo de arco. Esta tecnología hizo que la astrometría sea menos costosa, abriendo el campo al público aficionado.
En 1989, el satélite Hipparcos de la Agencia Espacial Europea llevó la astrometría a la órbita terrestre, donde podría verse menos afectada por las fuerzas mecánicas de la Tierra y las distorsiones ópticas de su atmósfera. Operando desde 1989 a 1993, Hipparcos midió ángulos grandes y pequeños en el cielo con mucha mayor precisión que cualquier otro telescopio óptico anterior. Durante su trabajo de 4 años, las posiciones, paralajes y movimiento propio de 118.218 estrellas se determinaron con un grado de precisión sin precedentes. Un nuevo "Catálogo de Tycho" reunió una base de datos de 1.058.332 estrellas con una precisión de entre 20 y 30 milisegundos de arco. Se compilaron catálogos adicionales para las 23.882 estrellas dobles/múltiples y 11.597 estrellas variables también analizadas durante la misión Hipparcos.
Hoy en día, el catálogo más utilizado es el USNO-B1.0, un catálogo de todo el cielo que rastrea los movimientos, posiciones, magnitudes y otras características adecuadas para más de mil millones de objetos estelares. Durante los últimos 50 años, se utilizaron 7435 placas de cámara de Schmidt para completar varios estudios sobre el cielo que hacen que los datos en USNO-B1.0 tengan una precisión de 0.2 segundos de arco.

## Aplicaciones

Diagrama que muestra cómo un objeto más pequeño (como un planeta extrasolar) que orbita un objeto más grande (como una estrella) podría producir cambios en la posición y la velocidad de este último mientras orbita su centro de masas (cruz roja).

Movimiento del baricentro del sistema solar en relación con el Sol.

Además de la función básica de ofrecer a los astrónomos un marco de referencia para sus observaciones, la astrometría es fundamental en campos como la mecánica celeste, la dinámica estelar y la astronomía galáctica. En astronomía observacional, las técnicas astrométricas ayudan a identificar objetos estelares por sus movimientos únicos. Es fundamental mantener el tiempo, ya que el UTC es esencialmente el tiempo atómico sincronizado con la rotación de la Tierra por medio de observaciones astronómicas exactas. La astrometría es un paso importante en la escalera de distancia cósmica porque establece estimaciones de distancia de paralaje para estrellas en la Vía Láctea.
La astrometría también se ha utilizado para respaldar afirmaciones de detección de planetas extrasolares al medir el desplazamiento que causan los planetas propuestos en la posición aparente de su estrella madre en el cielo, debido a su órbita mutua alrededor del centro de masa del sistema. La astrometría es más precisa en misiones espaciales que no se ven afectadas por los efectos distorsionadores de la atmósfera terrestre. La Space Interferometry Mission planificada de la NASA (SIM PlanetQuest) (ahora cancelada) consistía en utilizar técnicas astrométricas para detectar planetas terrestres en órbita alrededor de 200 de las estrellas de tipo solar más cercanas. La Misión Gaia de la Agencia Espacial Europea, lanzada en 2013, aplica técnicas astrométricas en su censo estelar. Además de la detección de exoplanetas, también se puede utilizar para determinar su masa.
Los astrofísicos utilizan medidas astrométricas para restringir ciertos modelos en mecánica celeste. Al medir las velocidades de los pulsares, es posible poner un límite a la asimetría de las explosiones de supernova. Además, los resultados astrométricos se utilizan para determinar la distribución de materia oscura en la galaxia.
Los astrónomos utilizan técnicas astrométricas para el seguimiento de objetos cercanos a la Tierra. La astrometría es responsable de la detección de muchos objetos del Sistema Solar que baten récords. Para encontrar astrométricamente tales objetos, los astrónomos usan telescopios para inspeccionar el cielo y cámaras de gran área para tomar fotografías en varios intervalos determinados. Al estudiar estas imágenes, pueden detectar objetos del Sistema Solar por sus movimientos en relación con las estrellas de fondo, que permanecen fijas. Una vez que se observa un movimiento por unidad de tiempo, los astrónomos compensan el paralaje causado por el movimiento de la Tierra durante este tiempo y se calcula la distancia heliocéntrica a este objeto. Usando esta distancia y otras fotografías, se puede obtener más información sobre el objeto, incluidos sus elementos orbitales.
50000 Quaoar y 90377 Sedna son dos objetos del Sistema Solar descubiertos de esta manera por Michael E. Brown y otros en Caltech usando el telescopio Samuel Oschin de 1,2 m y la cámara CCD de área grande Palomar-Quest del Observatorio Palomar. La capacidad de los astrónomos para rastrear las posiciones y movimientos de tales cuerpos celestes es crucial para la comprensión del Sistema Solar y su pasado, presente y futuro interrelacionado con otros en el Universo.

## Resultados destacables de la astrometría
Existen numerosos resultados destacables en los que se ha usado la astrometría. 
- Detección y caracterización del agujero negro del centro de la Vía Láctea Sagitario A*, donde se observaron posiciones astrométricas de las estrellas que lo orbitan y gracias a ellas se calcularon sus órbitas.
- Confirmación, en 1919 de la curvatura de la luz predicha por la Relatividad general. En este año, durante un eclipse de Sol, se observó cómo las posiciones astrométricas aparentes de las estrellas que estaban cerca del borde solar cambiaban según el modelo predicho por la teoría de Albert Einstein.

## Programas de astrometría
- XParallax viu (Aplicación gratuita para Windows) Archivado el 23 de diciembre de 2014 en Wayback Machine.
- Astrometrica (Aplicaciónpara Windows)
- Astrometry.net (Astrometría ciega en línea)
- ASTAP (Aplicación gratuita multiplataforma).

## Lecturas relacionadas
- Kovalevsky, Jean; Seidelman, P. Kenneth (2004). Fundamentals of Astrometry. Cambridge University Press. ISBN 0-521-64216-7.
- Walter, Hans G. (2000). Astrometry of fundamental catalogues: the evolution from optical to radio reference frames. New York: Springer. ISBN 3-540-67436-5.
- Kovalevsky, Jean (1995). Modern Astrometry. Berlin; New York: Springer. ISBN 3-540-42380-X.